# Friedrich von Beck-Rzikowsky
Friedrich Freiherr von Beck-Rzikowsky (ur. 21 marca 1831 we Fryburgu Bryzowijskim, zm. 9 lutego 1920 w Wiedniu) – Generaloberst cesarskiej i królewskiej Armii, szef Sztabu Generalnego Austro-Węgier w latach 1881-1906. 

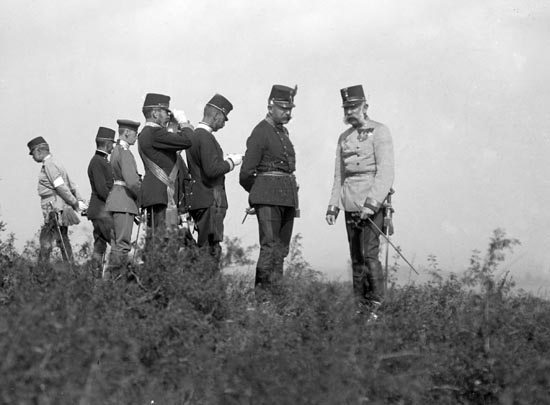
Gen. Friedrich von Beck-Rzikowsky (drugi od prawej) w rozmowie z cesarzem Franciszkiem Józefem, podczas manewrów wojskowych w Bystřicach pod Hostýnem w 1897 roku.

## Życiorys
W 1846 roku wstąpił do korpusu pionierów. W stopniu podporucznika uczestniczył w tłumieniu powstania węgierskiego. Walczył również pod Magentą w trakcie wojny francusko-austriackiej, a po zakończeniu konfliktu pełnił funkcję adiutanta feldmarszałka Heinricha von Heßa. W 1863 roku został przeniesiony do Biura Cesarskiej Adiutantury. W trakcie wojny prusko-austriackiej był oficjalnym przedstawicielem cesarza Franciszka Józefa w kwaterze głównej generała artylerii Ludwiga von Benedeka. Od 1867 roku pełnił funkcję szefa kancelarii wojskowej władcy. W 1878 roku nadzorował wkraczanie austro-węgierskich wojsk do Bośni, które rozpoczęły okupację regionu na mocy traktatu berlińskiego. Po objęciu stanowiska szefa Sztabu Generalnego w 1881 roku współpracował z arcyksięciem Albrechtem Fryderykiem Habsburgiem nad przygotowaniem planu utworzenia wspólnych sił Austrii i Węgier, które powstałyby z połączenia Landwehry i Honwedu. 23 grudnia 1888 roku został awansowany na stopień generała artylerii (niem. Feldzeugmeister). W wyniku nacisków arcyksięcia Franciszka ferdynanda zrezygnował ze stanowiska na rzecz Franza Conrada von Hötzendorfa. Po przejściu w stan spoczynku został honorowym dowódcą cesarskiej gwardii przybocznej (niem. Erste Arcièren-Leibgarde) oraz zasiadł w Izbie Lordów. W 1916 roku awansowany do stopnia tytularnego generała pułkownika (niem. Generaloberst). 

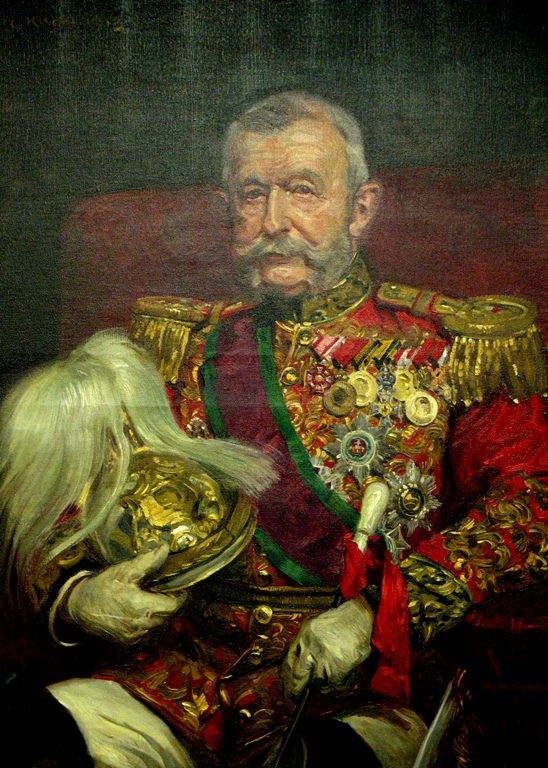
Feldzugmeister Friedrich von Beck-Rzikowsky w mundurze dowódcy Erste Arcièren-Leibgarde. 1913 rok.

## Odznaczenia
Odznaczenia gen. von Becka to między innymi:
- Krzyż Wielki Orderu Świętego Stefana
- Krzyż Wielki Orderu Leopolda
- Kawaler Orderu Korony Żelaznej I klasy
- Kawaler Orderu Korony Żelaznej III klasy z dekoracją wojenną
- Krzyż Zasługi Wojskowej z brylantami i dekoracją wojenną
- Medal Zasługi Wojskowej na czerwonej wstędze
- Medal Wojenny
- Medal Jubileuszowy Pamiątkowy Dworski
- Medal Jubileuszowy Pamiątkowy dla Sił Zbrojnych i Żandarmerii
- Odznaka za Służbę Wojskową I klasy
- Odznaka Feldmarszałka Arcyksięcia Albrechta
- Krzyż Wielki Orderu Zasługi Wojskowej (Toskania)
- Komandor Orderu Świętego Józefa (Toskania)
- Order Świętego Aleksandra Newskiego z brylantami (Imperium Rosyjskie)
- Order Świętej Anny I klasy (Imperium Rosyjskie)
- Order Świętego Stanisława I klasy (Imperium Rosyjskie)
- Wielka Wstęga Orderu Osmana z brylantami (Imperium Osmańskie)
- Order Orła Czarnego (Prusy)
- Order Orła Czerwonego I klasy z brylantami (Prusy)
- Krzyż Wielki Orderu Alberta ze złotą gwiazdą (Saksonia)
- Krzyż Wielki Orderu Świętych Maurycego i Łazarza (Włochy)
- Krzyż Wielki Orderu Korony Włoch (Włochy)
- Krzyż Wielki Orderu Zasługi Wojskowej (Bawaria)
- Wielka Wstęga Orderu Leopolda (Belgia)
- Krzyż Wielki Orderu Gwiazdy Rumunii (Rumunia)
- Order Krzyża Takowy I klasy (Serbia)
- Krzyż Wielki Orderu Orła Białego (Serbia)
- Krzyż Wielki Orderu Zasługi Filipa Wspaniałomyślnego (Hesja)
- Order Ludwika I klasy (Hesja)
- Wielka Wstęga Orderu Wschodzącego Słońca (Japonia)
- Krzyż Wielki Orderu Słonia Białego (Syjam)
- Order Lwa i Słońca I klasy w brylantach (Persja)
- Order Wierności (Badenia)
- Kawaler Orderu Lwa Zeryngeńskiego (Badenia)
- Krzyż Wielki Orderu Daniły I (Czarnogóra)
- Krzyż Wielki Orderu Zbawiciela (Grecja)
- Wielki Oficer Orderu Guadalupe (Meksyk)
- Komandor Legii Honorowej (Francja)
- Komandor Orderu Karola III (Hiszpania)
- Komandor Orderu Fryderyka (Wirtembergia)